# Randall Row
Randall Enrique Row Arias (Turrialba, 21 de abril de 1971) es un exfutbolista y entrenador costarricense que se desempeñaba como defensa. Desde el 11 de diciembre del 2024 dirige a la selección de fútbol sub-17 de Costa Rica.

## Trayectoria como jugador
Con el Deportivo Saprissa, ganó varios campeonatos nacionales, pero también jugó para Municipal Turrialba, Herediano, Municipal Liberia y Cartaginés, así como para la Selección Nacional de Costa Rica.
Se retiró el 10 de octubre de 2004 a sus 33 años, en una triangular de fútbol que se realizó en el estadio Rafael Ángel Camacho en Turrialba. Participaron sus excompañeros de Saprissa de 1998, también del equipo azucarero y del actual campeón en su entonces, el Deportivo Saprissa.
En su despedida participaron muchos exjugadores que se volvieron a poner sus tacos y se unieron a Row en la fiesta. Tal fue el caso de Jeaustin Campos, Enrique Díaz, Alberto Cajeta Solano, Hernán Medford, Óscar Ramírez y Evaristo Coronado. Un caso muy especial fue el del argentino Adrián Mahía, quien viajó desde su país exclusivamente para participar en esta despedida. El suramericano fue compañero de Row en el Deportivo Saprissa.
En dicho cotejo el portero turrialbeño Carlos Quesada detuvo un penal a Row.
Años después de su retiro del fútbol profesional, Row asumió la asistencia técnica del Deportivo Saprissa hasta septiémbre de 2014.

## Clubes

### Como jugador
| Club                | País       | Año         |
| ------------------- | ---------- | ----------- |
| Municipal Turrialba | Costa Rica | 1993 - 1994 |
| C.S Herediano       | Costa Rica | 1995 - 1997 |
| Deportivo Saprissa  | Costa Rica | 1997 - 2002 |
| Municipal Liberia   | Costa Rica | 2002 - 2003 |
| C.S Cartaginés      | Costa Rica | 2003 - 2004 |

### Como asistente técnico
| Club               | País       | Año         | Asistente de        |
| ------------------ | ---------- | ----------- | ------------------- |
| Deportivo Saprissa | Costa Rica | 2006 - 2009 | Jeaustin Campos     |
| Deportivo Saprissa | Costa Rica | 2011 - 2014 | Juan Manuel Álvare  |
| Deportivo Saprissa | Costa Rica | 2011 - 2014 | Alexandre Guimarães |
| Deportivo Saprissa | Costa Rica | 2011 - 2014 | Daniel Casas        |
| Deportivo Saprissa | Costa Rica | 2011 - 2014 | Ronald González     |
| Deportivo Saprissa | Costa Rica | 2022-2023   | Jeaustin Campos     |
| Deportivo Saprissa | Costa Rica | 2024        | Vladimir Quesada    |

### Como director técnico
| Club                                     | País       | Año         |
| ---------------------------------------- | ---------- | ----------- |
| Sporting F.C                             | Costa Rica | 2016 - 2020 |
| Santos de Guápiles                       | Costa Rica | 2022-2023   |
| Santos de Guápiles                       | Costa Rica | 2024        |
| Selección de fútbol sub-17 de Costa Rica | Costa Rica | 2024 - Act. |

## Palmarés

### Como Jugador

#### Títulos nacionales
| Título                         | Equipo             | País       | Año  |
| ------------------------------ | ------------------ | ---------- | ---- |
| Primera División de Costa Rica | Deportivo Saprissa | Costa Rica | 1998 |
| Primera División de Costa Rica | Deportivo Saprissa | Costa Rica | 1999 |

### Títulos internacionales
| Título                          | Equipo                  | Sede          | Año  |
| ------------------------------- | ----------------------- | ------------- | ---- |
| Torneo Grandes de Centroamérica | Deportivo Saprissa      | Centroamérica | 1998 |
| Copa Centroamericana            | Selección de Costa Rica | Costa Rica    | 1999 |

### Como director técnico

#### Títulos nacionales
| Título                         | Equipo         | País       | Año  |
| ------------------------------ | -------------- | ---------- | ---- |
| Segunda División de Costa Rica | Sporting F. C. | Costa Rica | 2019 |